# Cataclysme dissimulata
Cataclysme dissimulata là một loài bướm đêm trong họ Geometridae.